# Egyiptomi futsalválogatott
Az egyiptomi futsalválogatott Egyiptom nemzeti csapata, amelyet az Egyiptomi labdarúgó-szövetség (arabul: الإتحاد المصري لكرة القدم) irányít. 

## Története
Futsal-világbajnokságon először 1996-ban szerepeltek. Legjobb eredményük két negyeddöntő, a 2000-es és a 2016-os világbajnokságról.
Az Afrikai nemzetek futsalkupáját eddig 3 alkalommal nyerték meg (1996, 2000, 2004). 

## Eredmények

### Futsal-világbajnokság
| Év       | Eredmény        | Hely       | M          | Gy         | D          | V          | Rg         | Kg         | Gk         |
| -------- | --------------- | ---------- | ---------- | ---------- | ---------- | ---------- | ---------- | ---------- | ---------- |
| 1989     | Nem indult      | Nem indult | Nem indult | Nem indult | Nem indult | Nem indult | Nem indult | Nem indult | Nem indult |
| 1992     | Nem indult      | Nem indult | Nem indult | Nem indult | Nem indult | Nem indult | Nem indult | Nem indult | Nem indult |
| 1996     | Első forduló    | 12.        | 3          | 1          | 0          | 2          | 13         | 19         | -6         |
| 2000     | Második forduló | 6.         | 6          | 3          | 0          | 3          | 27         | 27         | 0          |
| 2004     | Első forduló    | 9.         | 3          | 1          | 0          | 2          | 16         | 12         | +4         |
| 2008     | Első forduló    | 13.        | 4          | 1          | 0          | 3          | 9          | 12         | -3         |
| 2012     | Nyolcaddöntő    | 14.        | 4          | 2          | 0          | 2          | 12         | 14         | -2         |
| 2016     | Negyeddöntő     | 8.         | 5          | 2          | 0          | 3          | 13         | 17         | -4         |
| Összesen | 6. hely         | 6/8        | 25         | 10         | 0          | 15         | 90         | 101        | -11        |

### Afrikai nemzetek futsalkupája
| Év       | Eredmény   | Hely    | M       | Gy      | D       | V       | Rg      | Kg      | Gk      |
| -------- | ---------- | ------- | ------- | ------- | ------- | ------- | ------- | ------- | ------- |
| 1996     | Győztes    | 1.      | 4       | 3       | 1       | 0       | 31      | 12      | +19     |
| 2000     | Győztes    | 1.      | 3       | 3       | 0       | 0       | 30      | 5       | +25     |
| 2004     | Győztes    | 1.      | 3       | 3       | 0       | 0       | 43      | 13      | +30     |
| 2008     | Ezüstérmes | 2.      | 6       | 3       | 2       | 1       | 27      | 12      | +15     |
| 2011     | Törölve    | Törölve | Törölve | Törölve | Törölve | Törölve | Törölve | Törölve | Törölve |
| 2016     | Ezüstérmes | 2.      | 5       | 3       | 1       | 1       | 14      | 11      | +3      |
| Összesen | 1. hely    | 5/5     | 20      | 15      | 4       | 1       | 143     | 50      | +93     |

## Külső hivatkozások
- Az Egyiptomi labdarúgó-szövetség hivatalos honlapja (arab nyelven). www.efa.com.eg
- Futsal World Ranking (angol nyelven). futsalworldranking.be
- FIFA Futsal World Cup Overview (angol nyelven). rsssf.com
- African Futsal Championship Overview (angol nyelven). rsssf.com